# Finisseur (construction)
 (octobre 2021).
Si vous disposez d'ouvrages ou d'articles de référence ou si vous connaissez des sites web de qualité traitant du thème abordé ici, merci de compléter l'article en donnant les références utiles à sa vérifiabilité et en les liant à la section « Notes et références ».
Pour les articles homonymes, voir Finisseur.

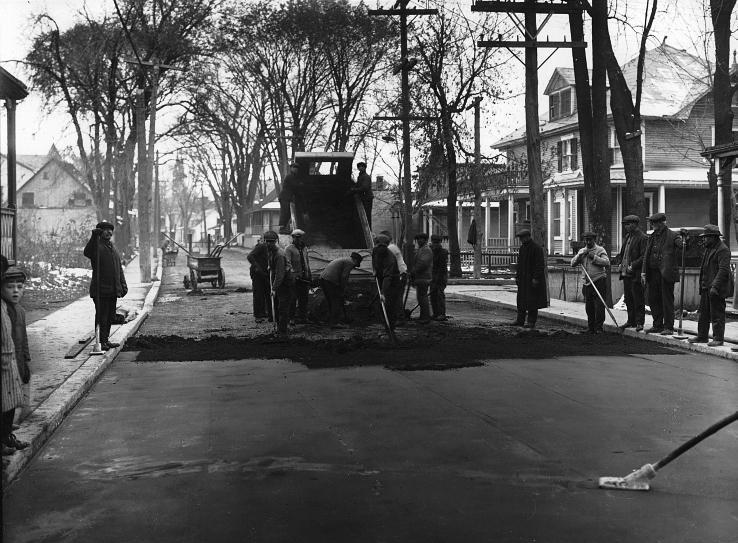
Pose d’enrobé d’asphalte à Sault-au-Recollet (1930) sans finisseur.

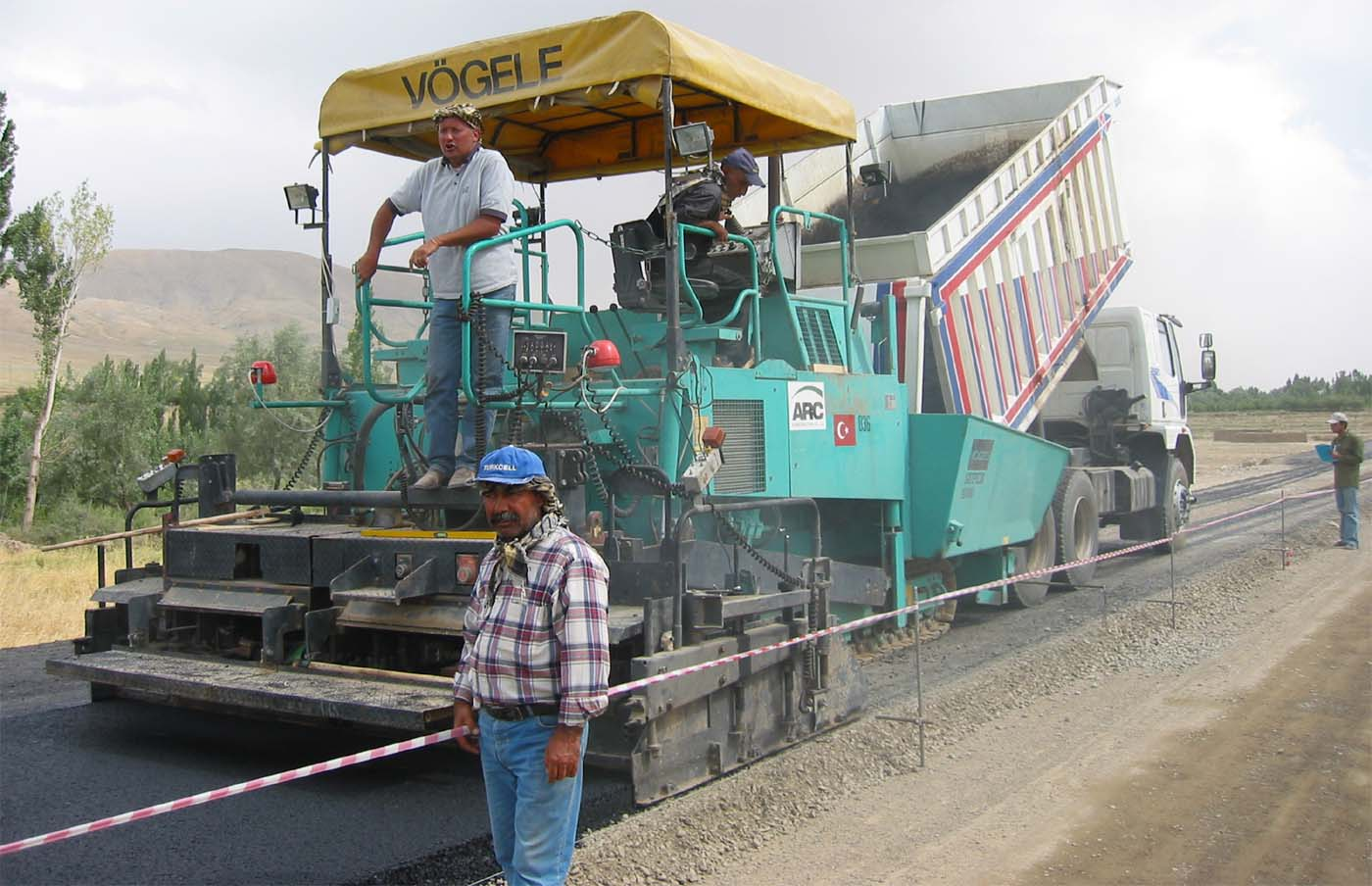
Un finisseur en cours d'application ; on remarque le camion vidant sa benne d'enrobé dans la trémie.

Un finisseur (ou finisher) est un engin mobile destiné à appliquer les enrobés bitumineux sur les chaussées,.
Il existe également des finisseurs pour l'application de béton sur une chaussée.
La construction de glissières, caniveaux, bordures sont des éléments complémentaires pour améliorer la sécurité routière et le bon drainage de la chaussée.

## Description
Un finisseur est composé de plusieurs éléments :
- une trémie disposée à l'avant, dans laquelle les camions déversent la matière ;
- une plate-forme de commande depuis laquelle le chauffeur pilote l'engin ;
- un convoyeur situé en dessous destiné à apporter les matériaux depuis le fond de la trémie vers la table de réglage ;
- des chenilles ou des roues ;
- une table de réglage, disposée à l'arrière, par laquelle l'enrobé ou le béton est déversé sur la chaussée, et sur laquelle il est possible de déplacer les éléments latéraux et verticaux afin de définir l'épaisseur et la largeur de l'application ;
  - dans le cas de coulage d'éléments en béton, le dernier organe est appelé « coffrage glissant ».

## Fonctionnement
Pour effectuer l'application d'enrobé pour une chaussée, le camion contenant l'enrobé recule et soulève sa benne afin de la déverser lentement dans la trémie du finisseur, puis c'est le finisseur qui pousse celui-ci jusqu'à ce que la benne soit vide, et qu'un autre camion vienne prendre sa place.
Au cours de l'opération, l'engin garde une vitesse la plus constante possible, tout en restant aligné à l'axe de la chaussée à couvrir, le régleur a pour responsabilité de régler en permanence la table de réglage afin d'assurer une application d'épaisseur et de largeur correcte, tout cela sous le contrôle d'un chef d'application. L'épaisseur peut être réglée « automatiquement », grâce à un palpeur glissant sur un « fil-guide » tendu et réglé au préalable, ou par un système intégré comprenant soit un équipement GPS, soit une station totale.
Il peut être intercalé entre le finisseur et les camions de transport une benne mobile, permettant d'avoir un « tampon » d'enrobé plus important que le simple déversoir du finisseur, afin de ne pas risquer d'interrompre l'avancée de l'engin pour cause de rupture d'approvisionnement.

## Galerie

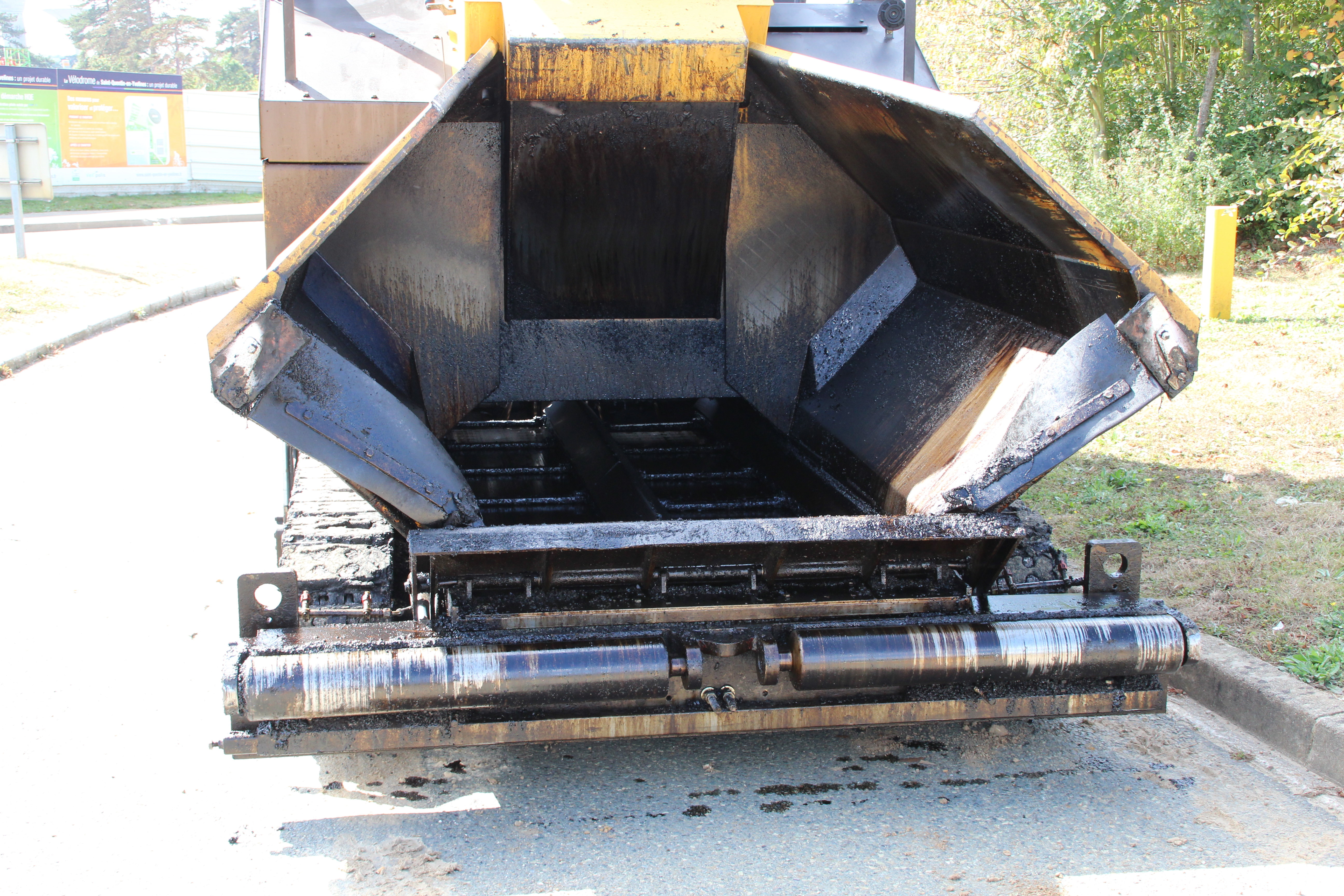
Trémie.
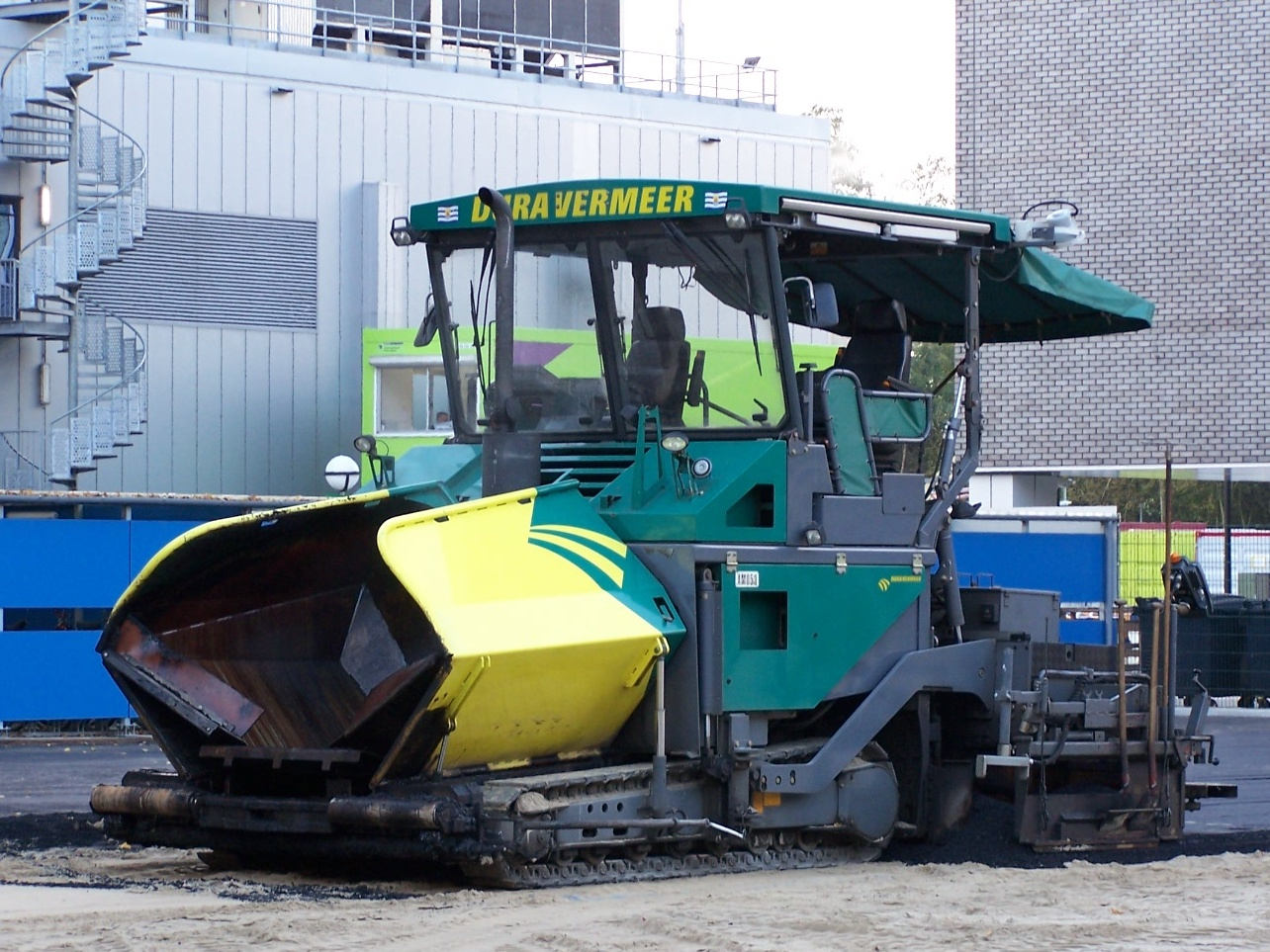
Finisseur hors fonction, trémie fermée.
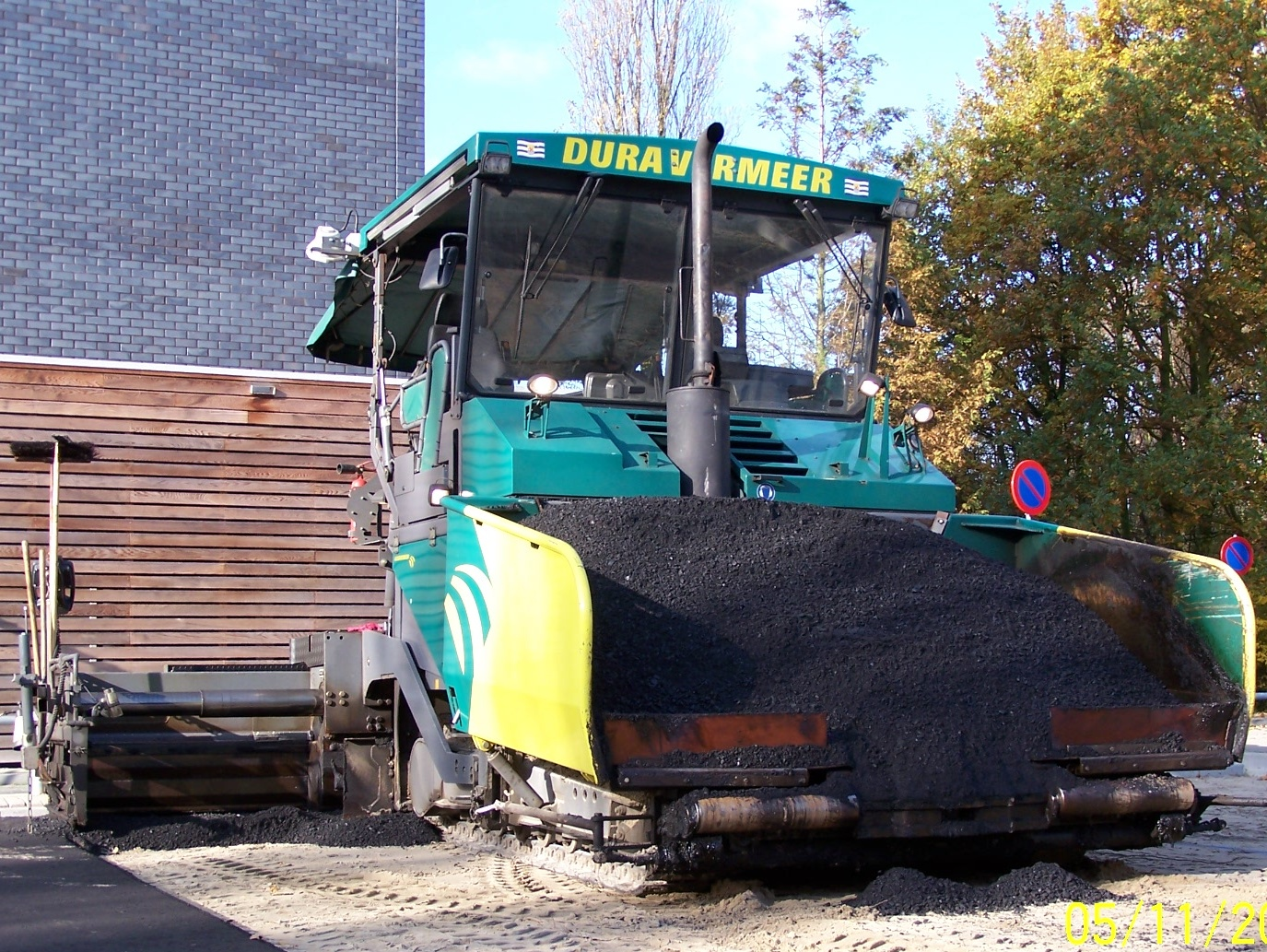
Finisseur en fonction, trémie ouverte.
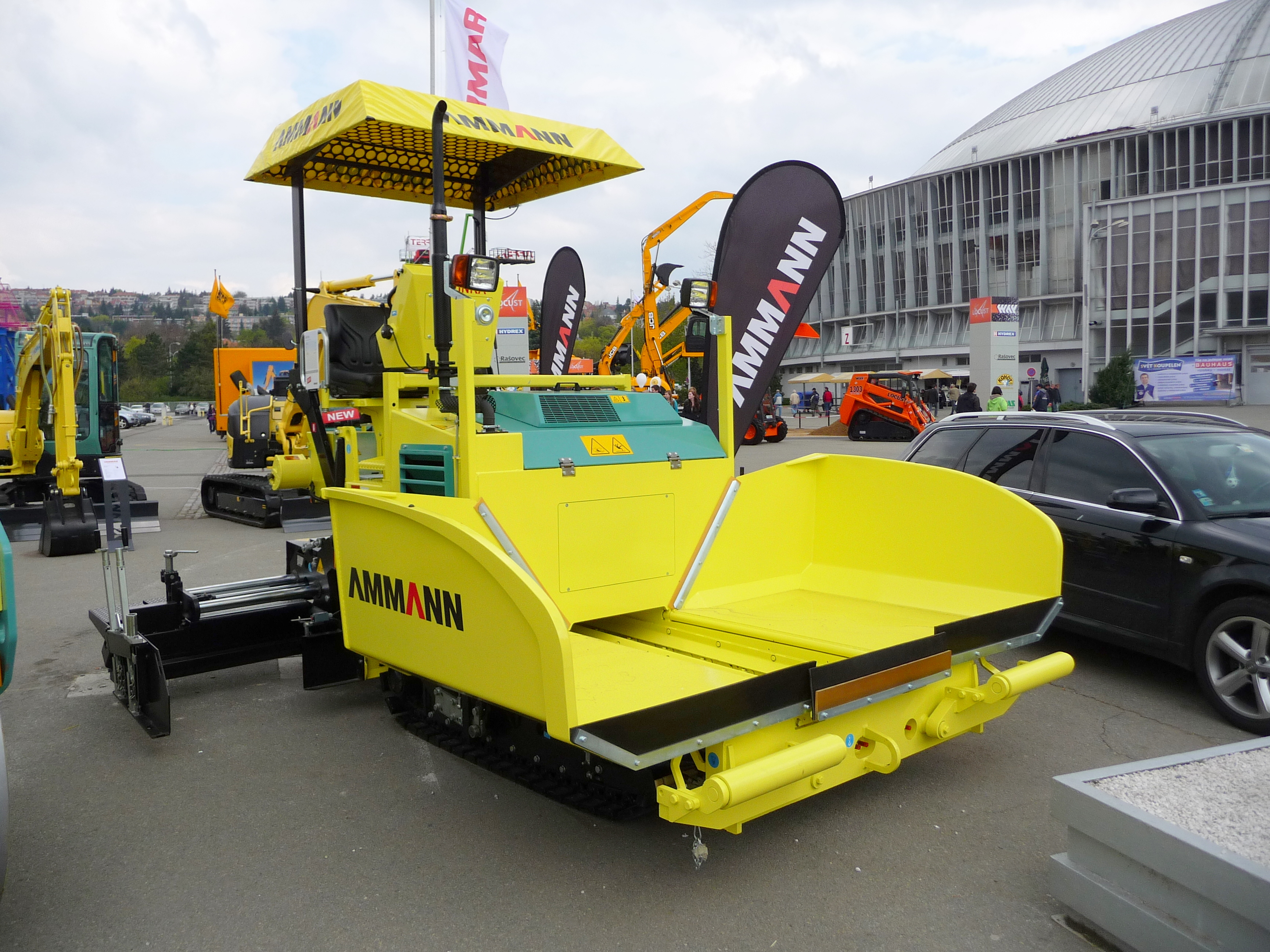
Finisseur Ammann.

## Fabricants
- Ammann Group
- Bitelli
- Caterpillar
- Vögele
- Volvo
- Dynapac